# Marvel's M.O.D.O.K.
Marvel's M.O.D.O.K.（マーベル モードック）は、アメリカ合衆国で2021年5月21日にHuluで配信されたテレビアニメであり、マーベル・コミックに登場する同名のキャラクターをテーマにしている。日本ではDisney+で配信されている。

## キャラクター
ジョージ・タールトン / モードック
声 - パットン・オズワルト、駒谷昌男
メリッサ
声 - メリッサ・フメーロ、桃江トウコ
ジョディ
声 - エイミー・ガルシア、豊口めぐみ
モニカ
声 - ウェンディ・マクレンドン=コーヴィ、阿部彬名
ルー
声 - ベン・シュワルツ、長谷徳人

## エピソード
| #  | サブタイトル                   | 原題                                    |
| -- | ------------------------------ | --------------------------------------- |
| 1  | 我が名はモードック             | If This Be... M.O.D.O.K.!               |
| 2  | 時空を超えて                   | The M.O.D.O.K. That Time Forgot!        |
| 3  | ポータルからの出現者に要注意！ | Beware What from Portal Comes!          |
| 4  | 新しい仲間たち                 | If Saturday Be... For the Boys!         |
| 5  | 我がレガシー                   | If Bureaucracy Be... Thy Death!         |
| 6  | バル・ミツバの戦い             | Tales from the Great Bar-Mitzvah War!   |
| 7  | モードック、華麗なる変身！     | This Man... This Makeover!              |
| 8  | マーダーワールドへようこそ     | O, Were Blood Thicker Than Robot Juice! |
| 9  | 逆襲の配達係                   | What Menace Doth the Mailman Deliver!   |
| 10 | モードック、未来を選ぶ         | Days of Future M.O.D.O.K.s              |

## スタッフ
オリジナル版
- 原作 - スタン・リー、ジャック・カービー
- 監督 - エリック・タウナー、アレックス・カーマー
- 音楽 - ダニエル・ロジャース
- エグゼグティブ・プロデューサー - ブレット・コーリー、ロバート・マイシア、グラント・ギッシュ、ジョー・クエサダ、カリム・ズリーク、ジェフ・ローブ、ジョルダン・ブラム、パットン・オズワルト
- プロデューサー - パウラ・ハイフリー、ホイットニー・ラブオール
- 編集 - クリス・ロジャース、ジェシカ・ショーヴ
- 制作 - 10kマルチバース・カウボーイ、Stoopid Buddy Stoodios、マーベル・テレビジョン

日本語版
- 翻訳 -
- 演出 -
- 制作 - HALF H・P STUDIO